# Manal Al Dowayan
Manal Al Dowayan (1973, Dhahran) est une artiste contemporaine saoudienne. En 2019, elle fait partie des 100 Women de la BBC.